# جامعة بولينغ غرين ستيت
جامعة بولينج جرين ستيت (بالإنجليزية: Bowling Green State University)‏ (تُختصر BGSU) هي جامعة أبحاث عامة في بولينج جرين، أوهايو. تبلغ مساحتها حوالي 1,338 أكر (541.5 ها)، ويقع الحرم الجامعي الأكاديمي والسكني الرئيسي على بُعد 15 ميل (24 كـم) جنوب توليدو، أوهايو. تمتلك الجامعة برامج ومرافق بحثية معترف بها على المستوى الوطني في العلوم الطبيعية والاجتماعية والتعليم والفنون والأعمال والصحة والعافية والعلوم الإنسانية والتقنيات التطبيقية.
في عام 2019، قدمت الجامعة أكثر من 200 برنامج جامعي، بالإضافة إلى درجتي الماجستير والدكتوراه من خلال ثماني كليات أكاديمية. وبلغ عدد الطلاب المقيمين داخل الحرم الجامعي ما يقرب من 6000 طالب وإجمالي عدد الطلاب المسجلين في الجامعة يزيد عن 19,000 طالب اعتبارًا من 2018. تحتفظ الجامعة أيضًا بحرم جامعي في هورون، أوهايو، على 60 ميل (97 كـم) شرق الحرم الجامعي الرئيسي. على الرغم من أن غالبية الطلاب يحضرون دروسًا في الحرم الرئيسي للجامعة، يحضر حوالي 2000 طالب دروسًا، وحوالي 600 طالب إضافي يحضرون عبر الإنترنت. حوالي 85% من طلاب الجامعة هم من ولاية أوهايو.
تستضيف الجامعة برنامجًا مكثفًا للحياة الطلابية، مع أكثر من 300 منظمة طلابية. إيفاد الفرق الرياضية والمعروفة باسم البولينج الصقور الخضراء، وتتنافس الجامعة في الرابطة الوطنية لرياضة الجامعات، وعضوا في المؤتمر منتصف الأمريكية في جميع الألعاب الرياضية باستثناء هوكي الجليد، الذي الجامعة هي عضو في الجماعية الغربية جمعية الهوكي. يعد الحرم الجامعي موطنًا للأحداث السنوية بما في ذلك ماراثون الرقص (حدث خيري ينظمه الطلاب).

## الحرم الجامعي

### الحرم الرئيسي

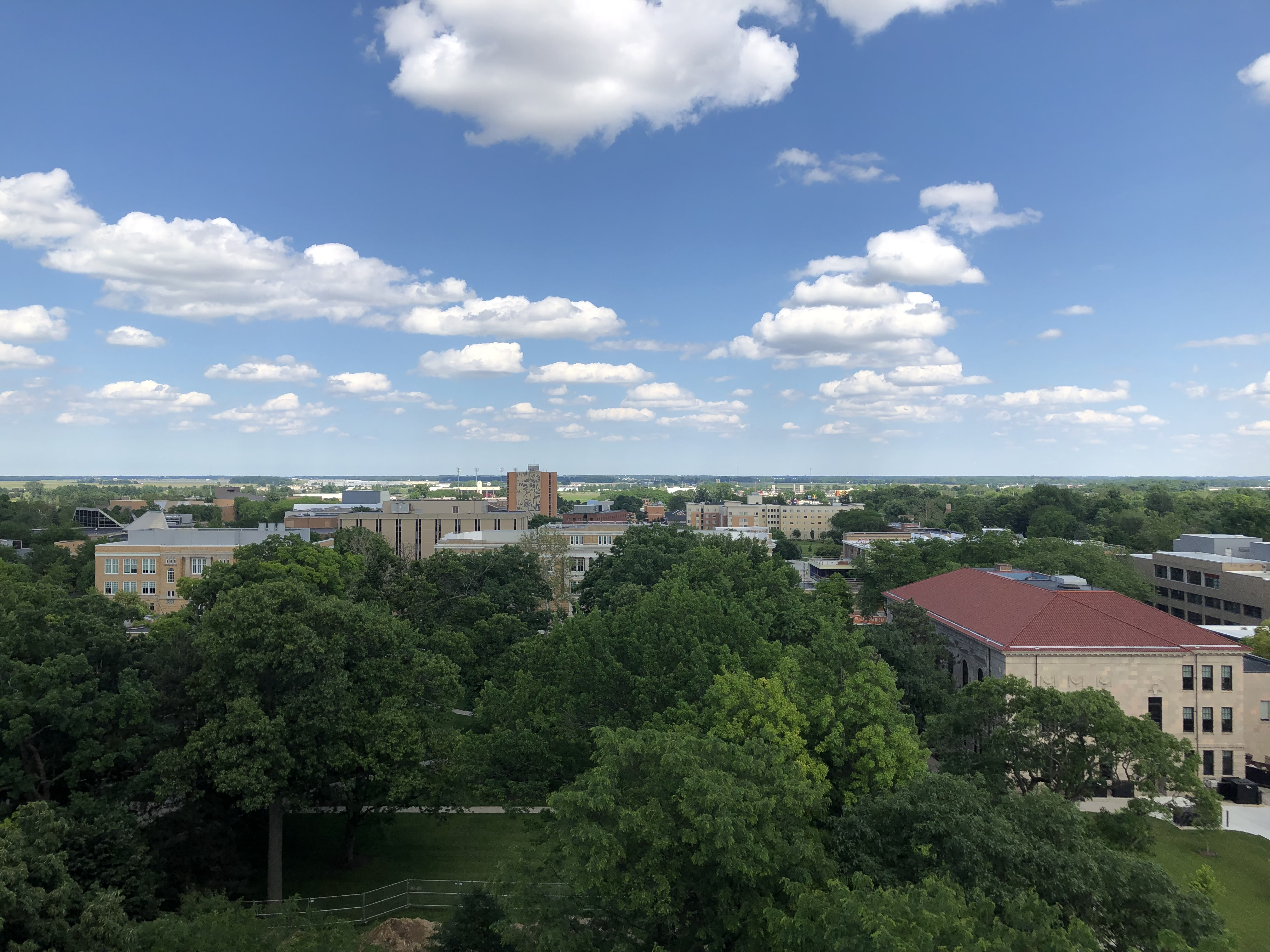
الحرم الجامعي الرئيسي.

يقع الحرم الأكاديمي والسكني الرئيسي على الجانب الشمالي الشرقي من Bowling Green. تم ترتيب الحرم الجامعي في شكل مستطيل يبلغ طوله 1.5 ميل (2.4 كـم) طويل 1 ميل (1.6 كـم) واسعة. وهو يشمل أكثر من 116 مبنى على 1,338 أكر (5.41 كـم2). يحد الحرم الجامعي شارع Wooster من الجنوب، وشارع Thurstin من الغرب، وطريق Poe Road من الشمال، و I-75 من الشرق. تمتلك الجامعة أيضًا مباني ومواقف للسيارات في جميع أنحاء Bowling Green و Bowling Green Research Enterprise Park شرق I-75. يمتد شارع ريدج وشارع إيست ميري من الشرق إلى الغرب عبر الحرم الجامعي وشارع ميرسر يقسم الحرم الجامعي على محور الشمال والجنوب.

#### الحرم الجامعي القديم

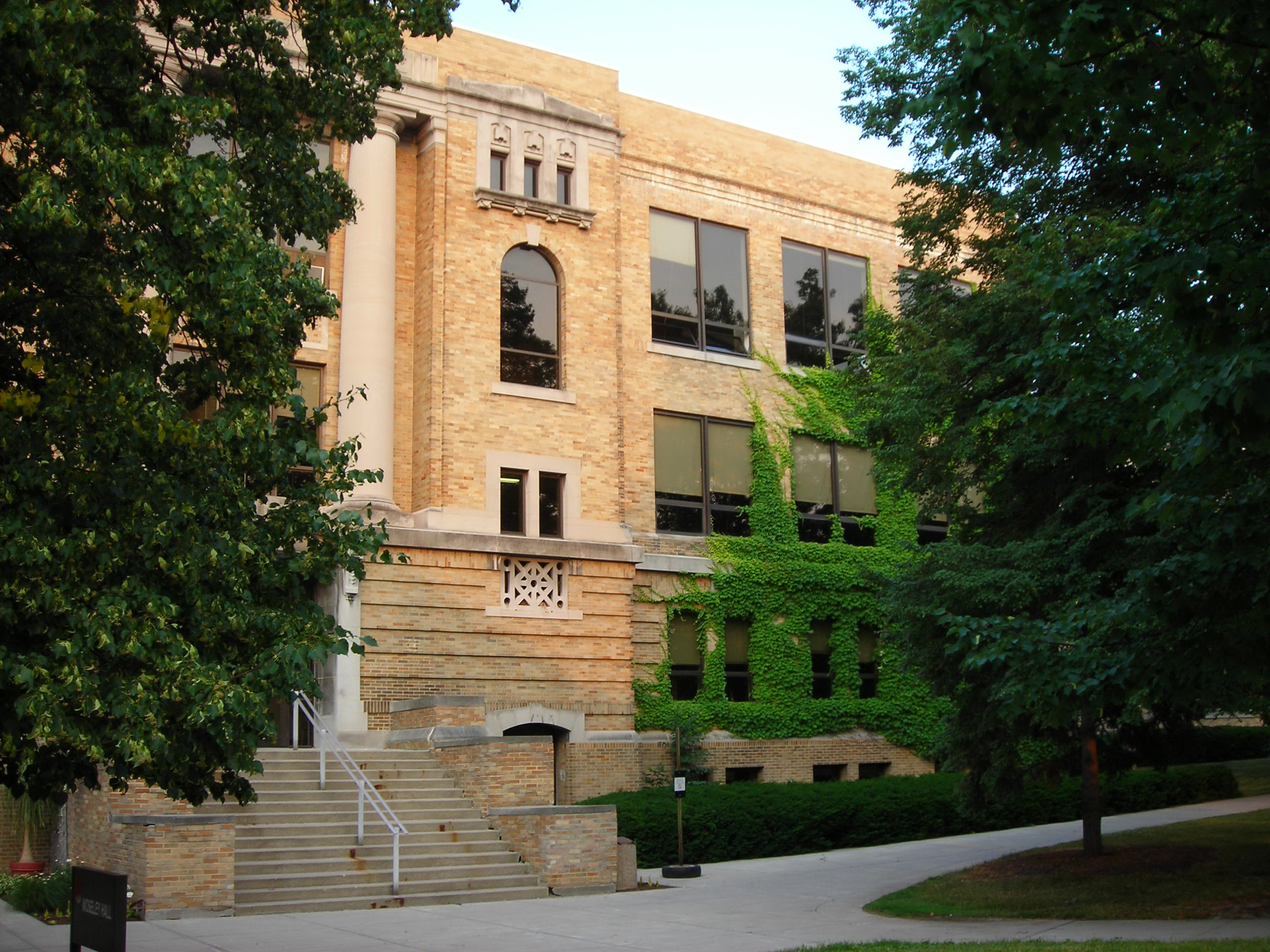
موسلي هول بنيت في عام 1916

يقع الجزء الأقدم من حرم BGSU في الركن الجنوبي الغربي ويستضيف مباني الحرم الجامعي الأصلية. توفر هذه المنطقة مساحات خضراء بها أشجار كبيرة ومباني تاريخية بنيت في أوائل القرن العشرين. تشغل هذه المباني الخدمات الإدارية والفصول الدراسية. على الرغم من أنه ليس جزءًا من القسم التاريخي، إلا أن Founders Hall، وهو عبارة عن مسكن كبير، يقع في الركن الجنوبي الغربي. تضم قاعة حنا «مسرح ومعرض دوروثي وليليان جيش السينمائي» قبل تجديدها لتصبح مركز مورير. تم تخصيصه لـ BGSU في عام 1976، وهو يتميز بتذكارات أفلام مبكرة ويسلط الضوء على وظائف كل من Lillian Gish و Dorothy Gish. تم تجديد المسرح وإعادة تكريسه في عام 1990. كان يجلس في 168 وكان موطنًا ليوم الثلاثاء في Gish، سلسلة أفلام دولية، وسلسلة Sunday Matinee، والتي كانت مجانية ومفتوحة للمجتمع. في 3 مايو 2019، صوّت الأمناء على إزالة اسم Gish من المسرح بعد دعوات للقيام بذلك من اتحاد الطلاب السود وتقرير فريق العمل اللاحق، والذي وجد أن تسمية المسرح بعد Lillian Gish خلقت تعليمًا غير شامل البيئة بسبب مشاركتها في ولادة أمة.
قام مايك كابلان، المنتج المشارك The Whales of August (1987)، فيلم ليليان غيش الأخير، بتوزيع عريضة تحث جامعة Bowling Green State على إعادة أسماء الممثلات Dorothy و Lillian Gish إلى السينما. ووقع الاحتجاج أكثر من 50 شخصية في صناعة السينما، بما في ذلك الممثلين هيلين ميرين وجيمس إيرل جونز والمخرجين برتراند تافيرنييه ومارتن سكورسيزي.
يقع مجمع البحوث العلمية على الجانب الشمالي الغربي من الحرم الجامعي. تم بناء مباني مجمع البحث العلمي في منتصف الستينيات. وهي تشمل العلوم الرياضية وعلوم الحياة وعلم النفس والعلوم الفيزيائية والتكنولوجيا (الهندسة). تقع أقسام الجيولوجيا والكيمياء وعلوم الأرض في Overman Hall.

#### مرافق الحياة الطلابية
ثلاث قاعات سكنية كبيرة تحتل الحافة الغربية للحرم الجامعي. تتكون أبراج أوفنهاور من برج مكون من عشرة طوابق وأحد عشر طابقا، متصل بهبي في الطابق الأول. تؤوي Offenhauer متجرًا صغيرًا. تضم قاعة ماكدونالد أكثر من 1200 طالب. تستضيف الحافة الغربية The Oaks، وهي منشأة طعام صديقة للبيئة. تمت إضافة فالكون هايتس، صالة إقامة جديدة، في عام 2011 مقابل أبراج أوفنهاور.

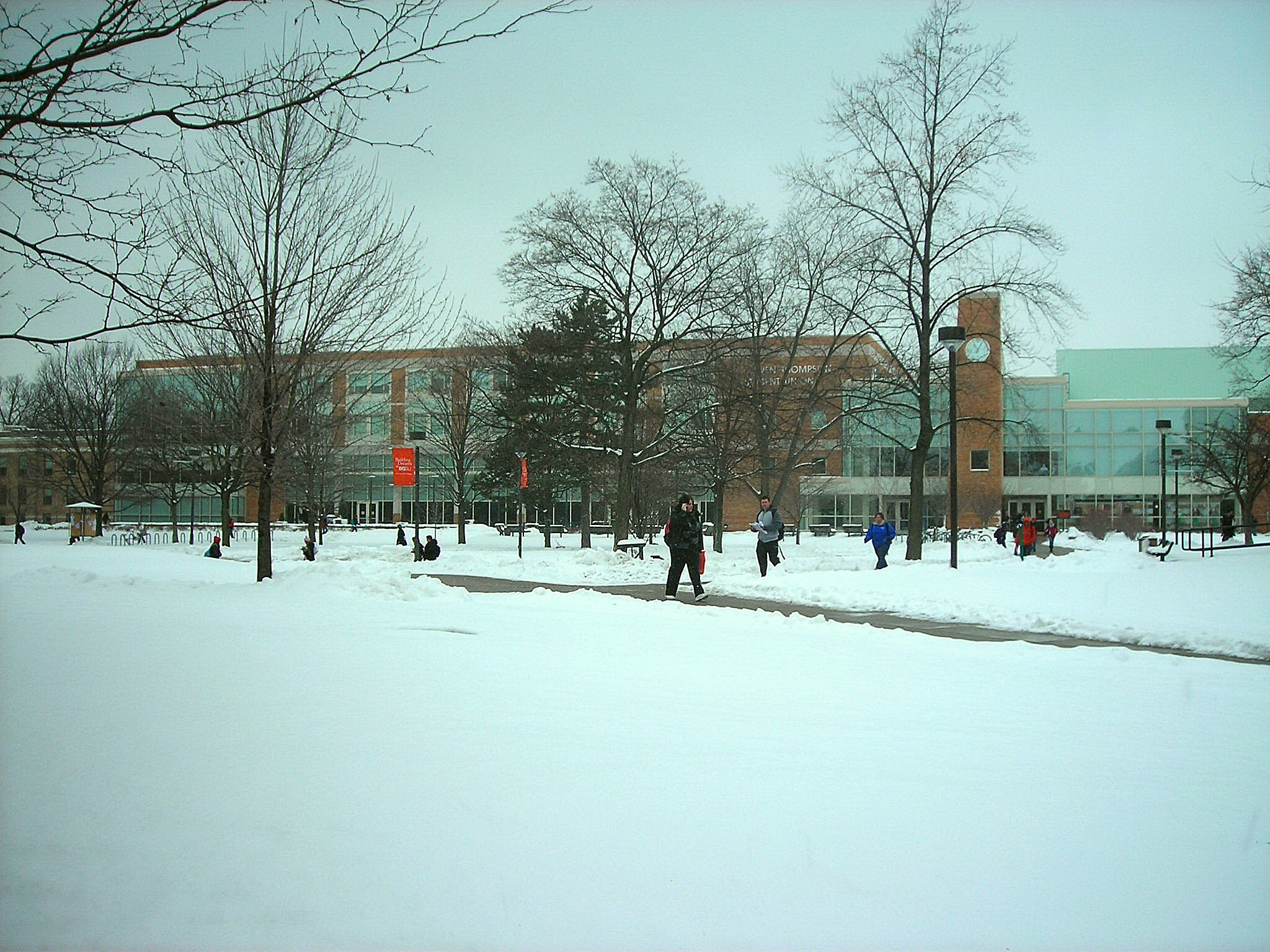
يغطي الثلج الطازج العشب بالقرب من اتحاد الطلاب.

افتتح اتحاد طلاب Bowen-Thompson في عام 2002 في الجزء الغربي الأوسط من الحرم الجامعي. يضم مطاعم بما في ذلك قاعة طعام The Falcon's Nest وStarbucks و The Black Swamp Pub. تشمل المرافق الأخرى Falcon Outfitters ومتجر صغير ومختبرات كمبيوتر وغرف اجتماعات ومسرح سينمائي يتسع لـ 250 مقعدًا وصالات احتفالات وصالات طلاب مختلفة.
يتميز الحرم المركزي بقاعات محاضرات كبيرة ومباني فصول دراسية. واحدة من أبرزها هي 95,000 قدم مربع (8,800 م2) قاعة أولسكامب، والتي تحتوي على 28 فصلاً وقاعة محاضرات تتسع لما مجموعه 2000 طالب. تشمل البرامج الأخرى إدارة الأعمال والتعليم والرياضيات / العلوم ومجمع إيبلر، موطن قسم إدارة الرياضة. أندرسون أرينا هي ساحة تتسع لـ 5000 مقعد، وهي المقر الحالي للجمباز النسائي BGSU والمنزل السابق لكرة السلة والكرة الطائرة للرجال والنساء في BGSU. ترتبط Memorial Hall بأندرسون وتضم برامج تدريب ضباط الاحتياط بالكلية. مكتبة جيروم هي المكتبة الرئيسية في الحرم الجامعي وثاني أطول مبنى في تسعة طوابق. كونكلين نورث هي قاعة إقامة أخرى في الجزء المركزي من الحرم الجامعي. تقع مقبرة أوك جروف في الجزء الشمالي الأوسط من الحرم الجامعي. افتتحت جامعة بولينج جرين ستيت مركز فالكون الصحي في عام 2013، بعد هدم مبنى الثقافة الشعبية في عام 2012. يقع مركز فالكون الصحي عبر شارع ووستر من مبنى التعليم. يقع مبنى الصحة والخدمات البشرية بالقرب من المكتبة.
يقع مركز شرطة حرم جامعة BGSU بالإضافة إلى خدمات الاستشارة في مبنى College Park Office على الحافة الجنوبية. Kohl Hall هو عنبر للنوم حصري لأعضاء مجتمع Chapman التعليمي والشركاء في السياق والمجتمع للمعلمين الحضريين. تم إنشاء صالة نوم مشتركة جديدة في الغالب للطلاب الجدد تُعرف باسم Centennial Hall في عام 2011 وهي مجاورة لمرفق Carillon Place Dining. تستضيف الحافة الجنوبية دور الأخوة في الحرم الجامعي ومنازل نادي نسائي.
بالقرب من Kreischer Quadrangle و Alumni Mall. يحتوي Kreischer quadrangle على أربع قاعات متصلة، وهي آشلي وباتشيلدر وكومبتون ودارو، والتي تعمل كوحدات منفصلة. يضم Kreischer قاعة لتناول الطعام في وقت متأخر من الليل تسمى The Sundial بالإضافة إلى متجر صغير في Kreischer-Ashley. تعد Kreischer-Compton موطنًا لمجتمع Arts Village Learning Community للطلاب المهتمين بالرقص أو الفن أو الكتابة الإبداعية أو المسرح أو الموسيقى. يقدم هذا المجتمع دروسًا للأعضاء فقط.

## البرامج الأكاديمية والتصنيفات
تقدم الجامعة أكثر من 200 تخصص جامعي وتمنح درجات علمية. حصلت الجامعة على الاعتماد الكامل من لجنة التعليم العالي (HLC). تم اعتماد الجامعة بشكل كامل من قبل الرابطة الشمالية المركزية للجنة التعليم العالي منذ عام 1916 وتم تجديدها لمدة عشر سنوات في 2002-2003. بالإضافة إلى ذلك، حصلت الجامعة على اعتماد من HLC لتقديم برامج درجة كاملة عبر الإنترنت. تقدم الجامعة درجات البكالوريوس والماجستير والدكتوراه من خلال كلياتها الثمانية:
| - College of Arts and Sciences ‏ - Allen W. and Carol M. Schmidthorst College of Business - College of Education and Human Development ‏ - Firelands College ‏ | * كلية الدراسات العليا - كلية الصحة والخدمات الإنسانية - كلية الفنون الموسيقية - كلية التكنولوجيا والعمارة والهندسة التطبيقية |

احتلت الجامعة المرتبة 119 في تصنيف أفضل المدارس العامة من قبل يو إس نيوز آند وورد ريبورت. لا تزال الجامعة رائدة في إعداد المعلمين وقد احتلت المرتبة 127 من بين أفضل المدارس التعليمية في أمريكا يمكن للطلاب المسجلين في كلية التربية والتنمية البشرية اختيار التخصصات من بين العديد من مجالات ترخيص المعلمين، بما في ذلك الطفولة المبكرة (الصفوف ما قبل الروضة إلى الصف الثالث)، والطفولة المتوسطة (الصفوف من 4 إلى 9)، والمراهقون والشباب البالغون (الصفوف 7-12)، التربية الخاصة (الصفوف K-12)، واللغة الأجنبية (الصفوف K-12). بالإضافة إلى ذلك، تستمر جامعة BGSU في امتلاك واحد من أفضل أربعة برامج في الولايات المتحدة لعلم النفس الصناعي والتنظيمي وفقًا لتقريريو إس نيوز آند وورد ريبورت. تم تصنيف الجامعة أيضًا كأفضل كلية ميسورة التكلفة في أوهايو من قبل Business Insider.

### الكليات والأبحاث

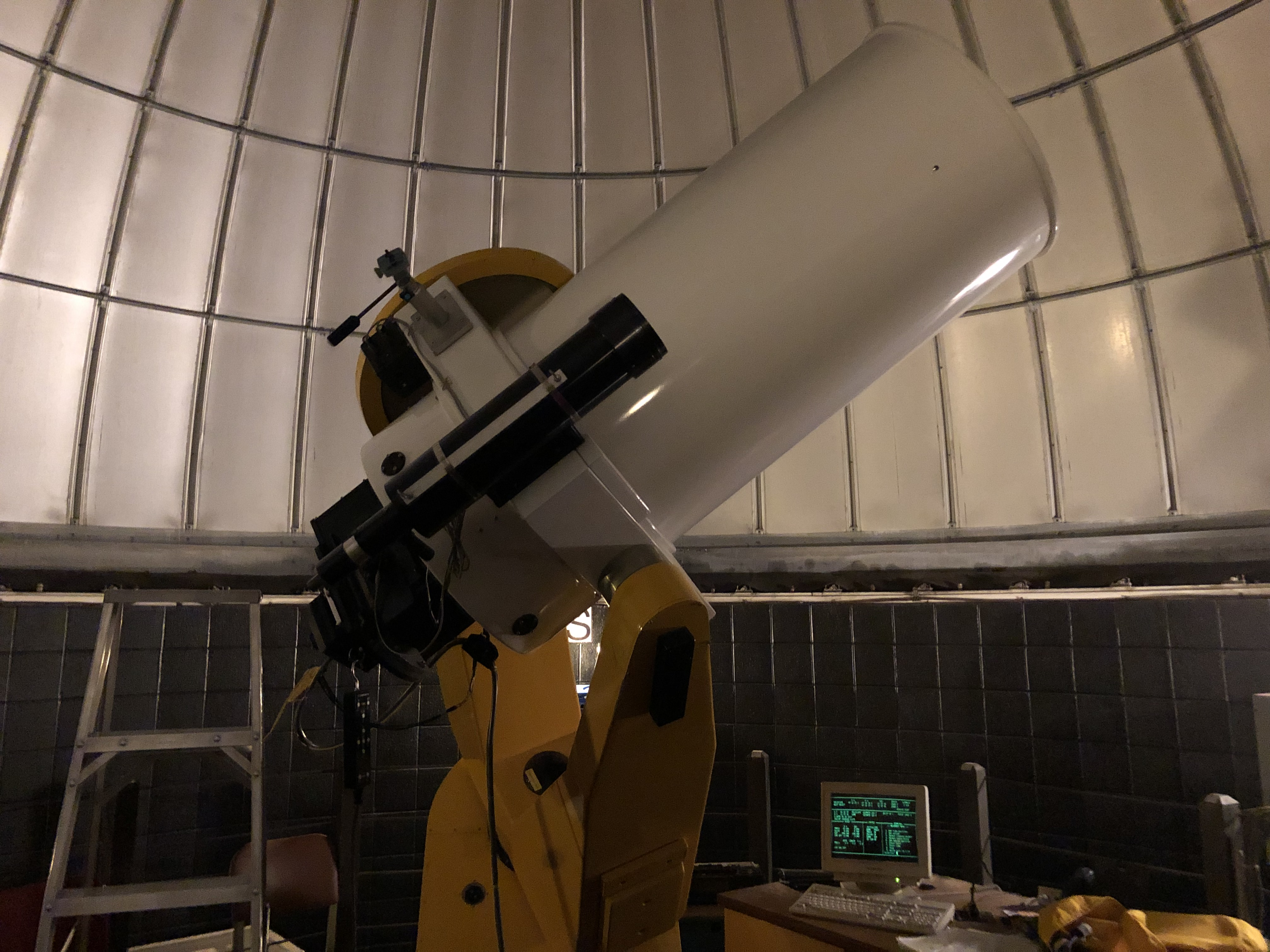
تلسكوب عاكس في الجامعة

تبلغ نسبة الطلاب إلى أعضاء هيئة التدريس بالجامعة 18: 1. تضم الجامعة حاليًا 1,982 عضوًا أكاديميًا، بما في ذلك 797 عضو هيئة تدريس بدوام كامل، و 312 عضو هيئة تدريس مساعد، و 873 مساعد دراسات عليا وموظفي أبحاث. منذ نوفمبر 2010، تم تمثيل أعضاء هيئة التدريس بدوام كامل بالجامعة في المفاوضة الجماعية من قبل جمعية أعضاء هيئة التدريس بالجامعة، وهي فرع من الجمعية الأمريكية لأساتذة الجامعات.
في عام 1979، قام المؤلف الأمريكي جيمس بالدوين بالتدريس في الجامعة لمدة ربع واحد كأستاذ زائر متميز في قسم الدراسات العرقية، بعد أن أمضى شهرًا في العمل ككاتب مقيم عام 1978.

### الرؤساء
تعاقب على الجامعة عدة رؤساء هم:
- آر إي أوفنهاور (1937-1938)
- فرانك ج. بروت (1938-1951)
- رالف دبليو ماكدونالد (1951-1961)
- رالف جي هارشمان (1961-1963).
- ويليام ترافيرس جيروم الثالث (1963-1970).
- هوليس مور جونيور (1970-1981).
- بول ج.أولسكامب (1982-1995)
- سيدني أ. ريبو (1995-2008)
- كارول أ. كارترايت (2008-2011)
- ماري إلين مازي (2011-2017)
- رودني ك. روجرز (2018 إلى الوقت الحاضر)

## الحياة الطلابية

### التركيبة السكانية

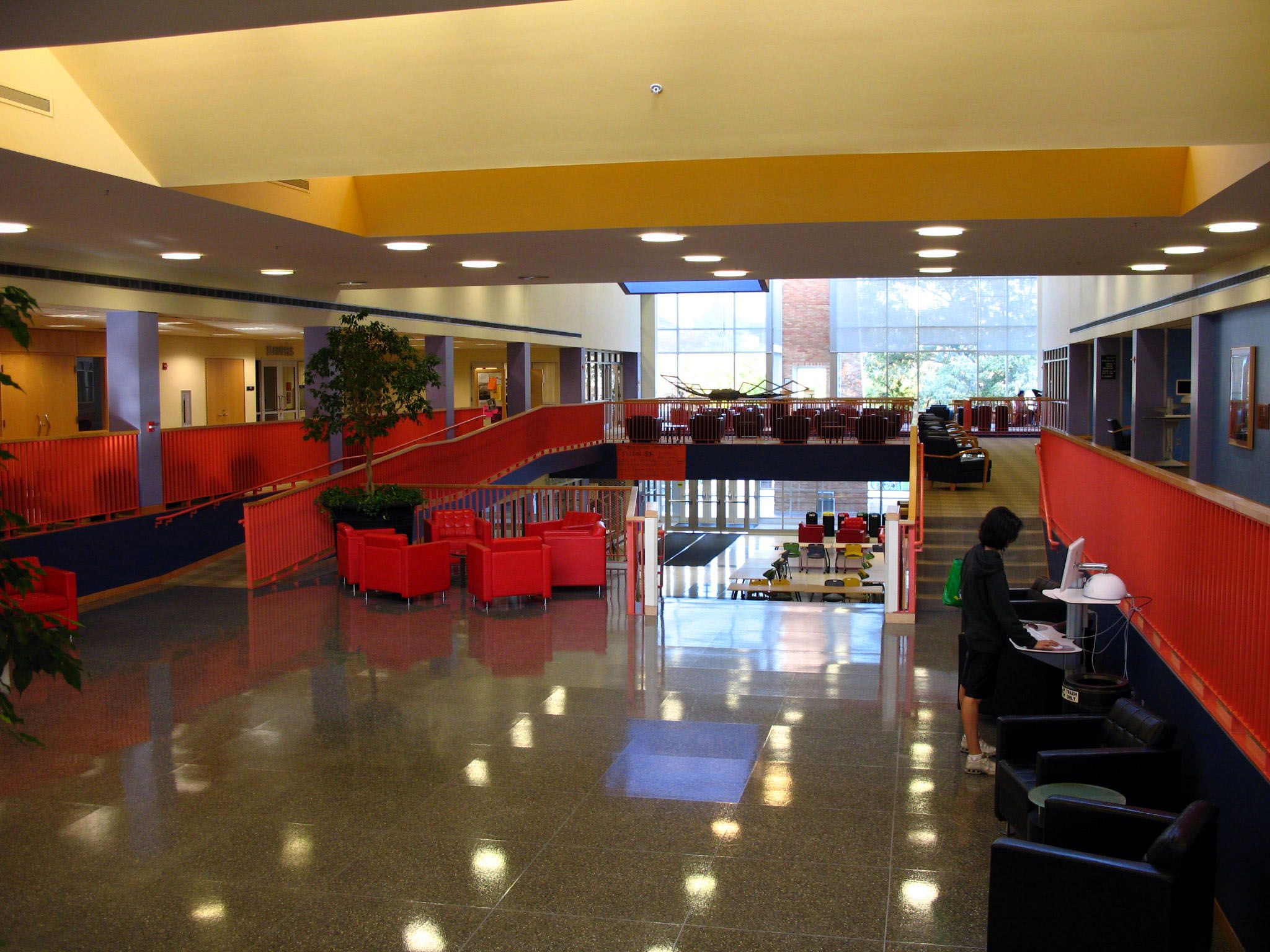
داخل اتحاد الطلاب

يمثل سكان أوهايو 85% من الطلاب الجامعيين بينما الطلاب من خارج الولاية يأتون من جميع الولايات الأمريكية الخمسين و 70 دولة أجنبية. يتكون الجسم الطلابي من 54% من النساء و 46% من الرجال، 22% منهم إما من أصل دولي أو أعضاء في مجموعات الأقليات العرقية.
بلغ عدد طلاب الجامعة داخل الحرم الجامعي 6500 طالب اعتبارًا من 2011. ما يقرب من 85% هم طلاب داخل الدولة. يحضر غالبية الطلاب دروسًا في الحرم الجامعي الرئيسي للجامعة. بالإضافة إلى التسجيل في الحرم الجامعي الرئيسي، تم تسجيل 2500 طالب في الفصول الدراسية في Firelands اعتبارًا من 2011. يحضر 300 طالب دروسًا عبر الإنترنت، ويحضر أكثر من 600 طالب دروسًا عبر التعلم عن بعد.

### المنظمات الطلابية
يوجد بالجامعة برنامج مكثف للحياة الطلابية، مع أكثر من 300 منظمة طلابية؛ برامج الأندية والرياضات الترفيهية؛ مجتمعات التعلم الحية المصنفة على المستوى الوطني وبرامج تجربة الطلاب الجدد؛ المنظمات والمنشورات الطلابية الإعلامية؛ والمنظمات اليونانية. تم تكريم جامعة Bowling Green State للتميز في برامج تجربة السنة الأولى والمجتمعات السكنية / التعلم من قبل US News & World Report من 2002-2003 حتى 2010-2011. في مجتمعات التعلم السكنية بجامعة BGSU، يعيش الطلاب الذين لديهم اهتمامات وتخصصات واتصالات ثقافية وأهداف مماثلة ويدرسون معًا. يعمل الطلاب في المجتمعات الأكاديمية بشكل وثيق مع أعضاء هيئة التدريس الذين يقومون بتدريس الفصول ولديهم مكاتب في قاعة الإقامة. تقدم BGSU ثمانية مجتمعات تعليمية سكنية.
تم تصنيف الجامعة مرة أخرى في المراكز العشرة الأولى في طبعة 2011-12.

### سكن الطلاب

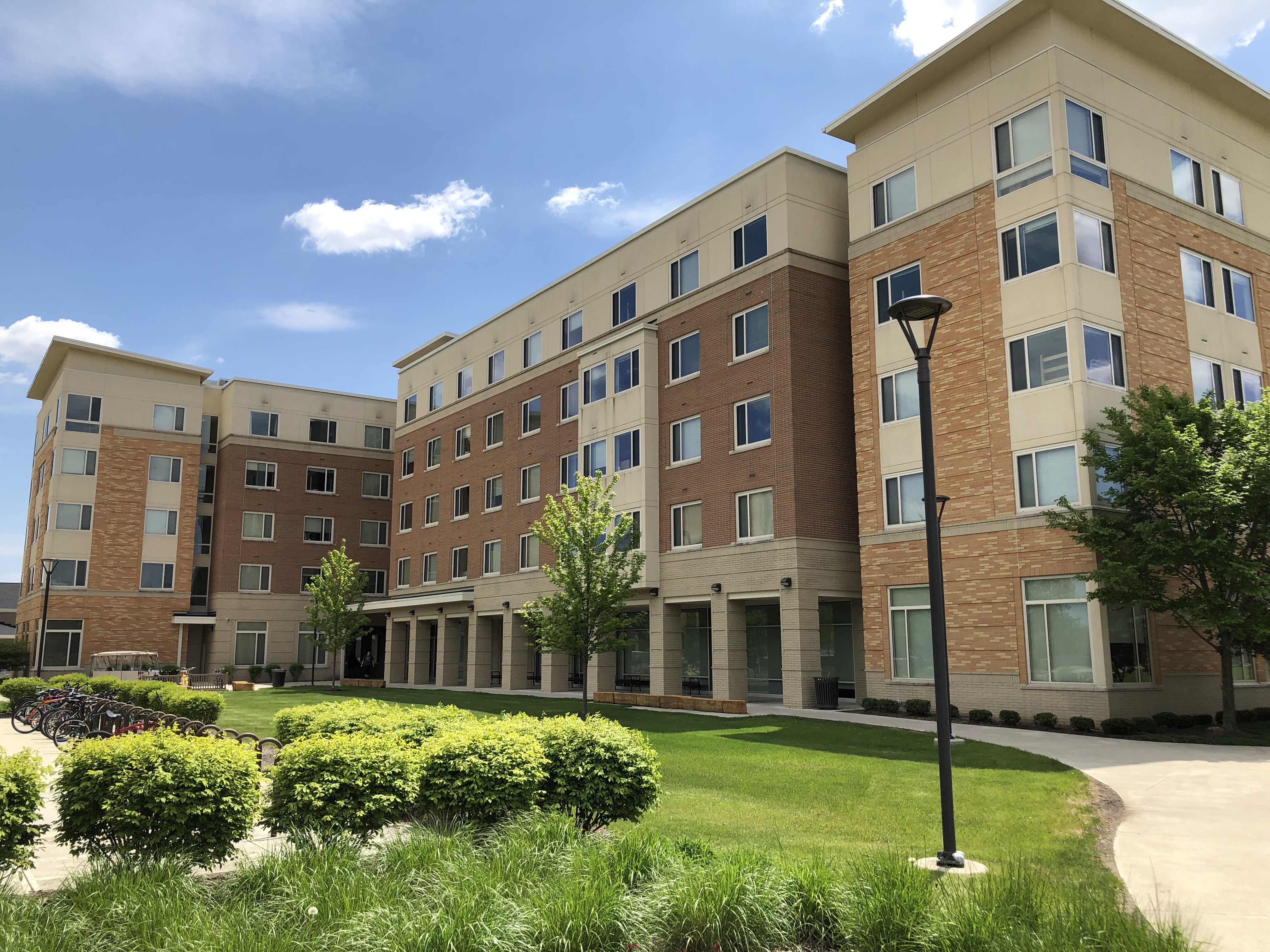
سكن طلابي

يضم الحرم الجامعي الرئيسي 8 قاعات سكنية وقرية يونانية تضم حوالي 6000 طالب في المجموع. تضم بعض قاعات الإقامة مجتمعات تعليمية مثل قرية الفنون أو La Maison Française. يمثل أعضاء القاعات السكنية في الحكومة الطلابية من قبل مجلس كل قاعة.

## خريجون بارزون
أصبح خريجو الجامعة بارزين في مجموعة متنوعة من المجالات المختلفة بما في ذلك السياسة والحكومة، والأعمال التجارية، والعلوم، والأدب، والفنون والترفيه، وألعاب القوى. برع عدد من صقور البولينج جرين في الرياضات الجماعية والأولمبية والمهنية، بما في ذلك: كيفن بيكسا، روب بليك، دان بيلسما، سكوت هاملتون، ديف ووتل، أوريل هيرشيسر، مايك ماكولو، جورج ماكفي، كين مورو، دون نيهلين، جوردان سيغاليت، ونيت ثورموند.
من بين الخريجين المشاركين في الحكومة والسياسة: السفير الإسرائيلي السابق دانيال أيالون، عضو مجلس الشيوخ عن ولاية أوهايو تيريزا جافاروني، ومستشار وزارة التعليم العالي بولاية أوهايو راندي جاردنر، وعضو الكونغرس الحاليين في أوهايو بوب لاتا وتيم رايان. من بين الخريجين البارزين الآخرين: المستكشف كونراد ألين؛ المؤلف فيلانا ماري بولس؛ مستشار TCU فيكتور جيه بوشيني؛ الممثل تيم كونواي، المذيع الرياضي السابق في ESPN جاي كروفورد. أستاذ الاقتصاد بجامعة نيويورك ويليام إيسترلي. ستيف هارتمان، مراسل شبكة سي بي إس الإخبارية. المذيع الرياضي جايسون جاكسون؛ ستيف ميرز، مضيف شبكة NHL.، الممثلة إيفا ماري سانت؛ أدينا ويليامز لوستون، رئيس كلية سانت فيليب، المؤلف جيمس كارلوس بليك، الحائز على جائزة لوس أنجلوس تايمز للكتاب؛ وجائزة جرامي والملحن الحائز على جائزة بوليتزر جينيفر هيجدون.

## روابط خارجية
- الموقع الرسمي
- موقع ويب الجامعة لألعاب القوى